# Episodi di Bloodline (terza stagione)
La terza ed ultima stagione della serie televisiva Bloodline, composta da dieci episodi, è stata resa interamente disponibile sul servizio di streaming on demand Netflix il 26 maggio 2017.
In Italia, la serie è stata resa interamente disponibile sul servizio di streaming on demand Netflix il 26 maggio 2017.
| nº | Titolo originale | Titolo italiano | Pubblicazione USA | Prima TV Italia |
| -- | ---------------- | --------------- | ----------------- | --------------- |
| 1  | Part 24          | Parte 24        | 26 maggio 2017    | 26 maggio 2017  |
| 2  | Part 25          | Parte 25        | 26 maggio 2017    | 26 maggio 2017  |
| 3  | Part 26          | Parte 26        | 26 maggio 2017    | 26 maggio 2017  |
| 4  | Part 27          | Parte 27        | 26 maggio 2017    | 26 maggio 2017  |
| 5  | Part 28          | Parte 28        | 26 maggio 2017    | 26 maggio 2017  |
| 6  | Part 29          | Parte 29        | 26 maggio 2017    | 26 maggio 2017  |
| 7  | Part 30          | Parte 30        | 26 maggio 2017    | 26 maggio 2017  |
| 8  | Part 31          | Parte 31        | 26 maggio 2017    | 26 maggio 2017  |
| 9  | Part 32          | Parte 32        | 26 maggio 2017    | 26 maggio 2017  |
| 10 | Part 33          | Parte 33        | 26 maggio 2017    | 26 maggio 2017  |